# Burma VJ
Burma VJ é um documentário dinamarquês de 2008 dirigido por Anders Østergaard, que retrata os Protestos antigovernamentais de 2007 em Myanmar. Como reconhecimento, foi nomeado ao Oscar 2010 na categoria de Melhor Documentário em Longa-metragem.